# Sasha Kapsunov
Aleksandr Sasha Kapsunov Braguin (Lima, 5 de julio de 1993) es un actor, comunicador audiovisual, piloto de drone y presentador de televisión peruano de ascendencia rusa, que saltó a la fama por haber sido parte del espacio juvenil América Kids.

## Biografía

### Primeros años
Kapsunov nace en la ciudad de Lima, el 5 de julio de 1993, siendo hijo de padres rusos.

### Carrera televisiva y actoral
En 2003 debuta en la televisión a los 10 años participando en la serie cómica Estos chikos de ahora para el canal Panamericana Televisión. Además, en el teatro participa en la obra El principito, donde protagoniza al personaje homónimo y tiene una participación especial en Saltimbanquis junto a Ricardo Bonilla. 
En 2004, participa como el estudiante de primaria Nicolai en la serie televisiva Así es la vida. 
En 2007 se suma al elenco principal del programa televisivo América Kids en el papel estelar de Sasha y logra alcanzar la fama gracias a su participación. Posteriormente, entre 2009 y 2012, es incluido en la miniserie La Akdemia con el mismo rol junto a otros actores juveniles nacionales como María Grazia Gamarra, Andrea Luna, Yaco Eskenazi, Nikko Ponce y Manuela Camacho. A lo paralelo, estudió la carrera de comunicación integral en el Instituto San Ignacio de Loyola.
En 2013, asume el rol de presentador en el programa televisivo Deporte joven junto a la exvoleibolista  Rocío Miranda.
Además, tuvo unas participaciones especiales en la serie Al fondo hay sitio como Raúl del Prado joven en 2014 y el Dr. Fabian Cortés en 2023. Fue parte de la otra producción De vuelta al barrio como el protagonista Pedro «Pichón» Bravo adolescente en 2017 y protagonista de la serie Conversación en la catedral como Jacobo en 2022.
En 2019, fue presentado como presentador del programa De pocas pulgas por poco tiempo.[cita requerida] En la actualidad, se dedica por un tiempo en su faceta como comunicador audiovisual, donde realiza algunas colaboraciones sin retirarse de la actuación.

## Vida personal
Kapsunov contrae una relación con Jocelyn Galarreta, quien es veterinaria, con quien tiene a su única hija Julieta Kapsunov (nacida en 2015), quién participó en la serie Al fondo hay sitio en el papel recurrente de una de las compañeras de clase de Richard Junior (Rodrigo Barba).
En 2022, Kapsunov participó junto a su pareja e hija en un spot publicitario de la empresa de comida para perros MiMaskot.

## Filmografía

### Televisión

#### Series y telenovelas
| Año       | Título                          | Personaje                                      | Notas                                                     | Canal                   | Ref.         |
| --------- | ------------------------------- | ---------------------------------------------- | --------------------------------------------------------- | ----------------------- | ------------ |
| 2003      | Estos chikos de ahora           | Sasha                                          | Rol principal                                             | Panamericana Televisión |              |
| 2004      | Asi es la vida                  | Nicolai / «Sasha»                              | Rol recurrente                                            | América Televisión      |              |
| 2005      | Asi es la vida                  | Nicolai / «Sasha»                              | Rol recurrente                                            | América Televisión      |              |
| 2007–2009 | América Kids                    | Sasha                                          | Rol protagónico                                           | América Televisión      | [ 8 ]        |
| 2009–2012 | La Akdemia                      | Sasha                                          | Rol protagónico                                           | América Televisión      | [ 9 ]        |
| 2014      | Al fondo hay sitio              | Raúl del Prado Pflücker (Joven)                | Rol recurrente                                            | América Televisión      |              |
| 2015      | Al fondo hay sitio              | Raúl del Prado Pflücker (Joven)                | Rol recurrente                                            | América Televisión      |              |
| 2023      | Al fondo hay sitio              | Dr. Fabian Cortés                              | Rol recurrente                                            | América Televisión      | [ 2 ] [ 10 ] |
| 2017      | De vuelta al barrio             | Pedro Miguel Bravo Torrejón / «Pichón» (Joven) | Participación especial                                    | América Televisión      |              |
| 2018      | De vuelta al barrio             | Pedro Miguel Bravo Torrejón / «Pichón» (Joven) | Participación especial                                    | América Televisión      | [ 3 ]        |
| 2019      | De vuelta al barrio             | Pedro Miguel Bravo Torrejón / «Pichón» (Joven) | Participación especial                                    | América Televisión      | [ 4 ]        |
| 2020      | De vuelta al barrio             | Pedro Miguel Bravo Torrejón / «Pichón» (Joven) | Material de archivo                                       | América Televisión      |              |
| 2021      | De vuelta al barrio             | Pedro Miguel Bravo Torrejón / «Pichón» (Joven) | Participación especial                                    | América Televisión      |              |
| 2018      | Te volveré a encontrar (Piloto) |                                                | Rol principal                                             | América Televisión      |              |
| 2019      | Te volveré a encontrar (Piloto) |                                                | Rol principal                                             | América Televisión      |              |
| 2020      | Te volveré a encontrar          |                                                | Rol principal                                             | América Televisión      | [ 9 ]        |
| 2022      | Al fondo hay sitio              | (Ninguno)                                      | Encargado de la producción: Colaborador y piloto de drone | América Televisión      | [ 11 ]       |

#### Programas
| Año       | Título                                               | Rol      | Notas                                                                        | Difusión                | Ref. |
| --------- | ---------------------------------------------------- | -------- | ---------------------------------------------------------------------------- | ----------------------- | ---- |
| 2011      | Teletón 2011: Unámonos para cambiar pena por alegría | Él mismo | Invitado especial y jugador de fútbol (Secuencia: El fulbito de los famosos) | Edición especial        |      |
| 2011      | El gran show                                         | Él mismo | Invitado especial (Secuencia: El desafío)                                    | América Televisión      |      |
| 2012      | Teletón 2012: Todos somos Teletón                    | Él mismo | Presentador                                                                  | Edición especial        |      |
| 2013–2014 | Deporte joven                                        | Él mismo | Presentador (Con Rocío Miranda)                                              | Panamericana Televisión |      |
| 2019      | De pocas pulgas                                      | Él mismo | Presentador                                                                  |                         |      |
| 2022      | El popular TV                                        | Él mismo | Invitado especial                                                            |                         |      |

### Vídeos musicales
- Es con amor (2011) como Sasha.
- Si no estás (2011) como Sasha.
- La de la mala suerte (2012) como Sasha.
- Más allá (2012) como Sasha.
- Tienes que confiar (2012) como Sasha.
- La foto se me borro (2012) como Sasha.

### Spots publicitarios
- Saga Falabella
- Compu Plaza
- Chiclets Adams
- Navarrete
- Gloria (2015)
- Galletas Crackelet (2018)
- Inca Kola (2019)
- Clident (2022)
- Kaiak Vital (2022)
- Vencedor (2022)
- Heineken (2022)

## Discografía

### Temas musicales
- «Es con amor» (2011) (Tema para La Akdemia; con el elenco principal de la serie).
- «Si no estás» (2011) (Tema para La Akdemia; con el elenco principal de la serie).
- «Más allá» (2012) (Tema para La Akdemia; con el elenco principal de la serie).
- «Tienes que confiar» (2012) (Tema para La Akdemia; con el elenco principal de la serie).
- «La foto se me borro» (2012) (Tema para La Akdemia; con el elenco principal de la serie).

### Bandas sonoras
- La Akdemia (2011; 2012)

## Teatro
| Año  | Título                             | Personaje       | Notas           | Ref.         |
| ---- | ---------------------------------- | --------------- | --------------- | ------------ |
| 2004 | El principito                      | «El principito» | Rol protagónico | [ 5 ] [ 12 ] |
| 2004 | El principito (Reposición)         | «El principito» | Rol protagónico |              |
| 2005 | Charlie y la fábrica de chocolate  |                 | Rol principal   |              |
| 2005 | Juegos                             |                 | Rol principal   |              |
| 2006 | Saltimbanquis                      |                 | Rol principal   |              |
| 2018 | Carmen... y sus suspiros de España |                 | Rol principal   | [ 13 ]       |

## Eventos
- White Party (2009)
- Mabe (con Ebelin Ortiz)
- América Kids: El reencuentro (2022)